# Curculio caryae
Curculio caryae – gatunek chrząszcza z rodziny ryjkowcowatych.